# 442 (альбом)
«442» — десятый студийный альбом российского музыканта Дельфина, вышедший 23 марта 2018 года.

## Об альбоме
Альбом состоит из 7 треков, каждый из которых назван трёхзначным числом. Музыкант не стал пояснять, что значат эти числа. Первоначально планировалось выпустить только один трек в качестве сингла. Позже было принято решение записать ещё два трека. По словам Дельфина, «аппетит приходит во время еды» и «со временем стало понятно, что лучше сделать полноценную работу, чтобы один раз всё об этом сказать и закрыть тему». Хотя новый альбом и навеян происходившими событиями в стране и мире, по словам музыканта, «новая пластинка — ни в коем случае не участие в этих процессах, а скорее несколько раздражённый комментарий к происходящему».
Альбом был записан с обновлённым составом музыкантов — барабанщиком Василием Яковлевым и гитаристом Игорем Бабко. Многолетний партнёр музыканта гитарист Павел Додонов в записи участия не принимал.

## Видеоклипы
14 марта, за неделю до выхода самого альбома, было опубликовано видео на трек «520». Клип снимал фотограф Валентин Блох, эта работа стала его режиссёрским дебютом. По словам Дельфина, ему понравилось, что Валентин умеет работать со светом. Видео сделано в чёрно-белом цвете с большим количеством различной хроники уличных протестов.
26 сентября вышел видеоклип на композицию «387». Это видео также снято в чёрно-белых тонах. Клип стилизован под советские фильмы 1950-х годов. В съёмках приняли участие Алексей Серебряков, Михаил Ефремов, Александр Горчилин, Софья Александрова и Алёна Разживина. Режиссёром и сценаристом стал Ладо Кватания.

## Критика
Артемий Троицкий и Борис Барабанов назвали «442» лучшим русскоязычным альбомом 2018 года. Борис Барабанов в своей рецензии отмечает: «Мир несправедлив по определению, но тексты песен альбома, вне всяких сомнений, инспирированы происходящим на родине автора. Так жёстко и в то же время сочувственно о ней писал разве что только Илья Кормильцев».
По определению студии «Союз», новая работа Дельфина стала «концептуальной, остросоциальной, политизированной, антивоенной, мощной, мудрой, короткой и злой», что было «приятной неожиданностью». В плане звучания, по мнению издания, этот альбом напоминает альбом «Юность» 2007 года: «Дельфин вернулся, он свеж и зол, а его энергии и актуальности позавидуют молодые рэп-звезды». «Это самая злая запись Андрея Лысикова за последнее десятилетие и самая политизированная за всю его карьеру. Пусть и не называя конкретных имён, Дельфин здесь, кажется, впервые открыто комментирует, что происходит вокруг, — и говорит очень жёстко», — пишет портал Meduza. По мнению Дениса Ступникова (KM.RU): «Альбом для тех, кто разуверился почти во всём».
По мнению Алексея Мажаева, «никакого сверхпрорывного музыкального материала Дельфин не предложил», однако «главной новацией действительно стали изменения в тематике песен или, если смотреть шире, в угле зрения музыканта».

## Список композиций
Слова и музыка всех песен — Андрей Лысиков.
| №                   | Название            | Длительность |
| ------------------- | ------------------- | ------------ |
| 1.                  | «520»               | 4:33         |
| 2.                  | «660»               | 4:22         |
| 3.                  | «744»               | 5:00         |
| 4.                  | «713»               | 4:25         |
| 5.                  | «925»               | 5:09         |
| 6.                  | «612»               | 4:31         |
| 7.                  | «387»               | 3:52         |
| Общая длительность: | Общая длительность: | 31:31        |

## Участники записи
- Дельфин — вокал
- Игорь Бабко — гитара
- Василий Яковлев — ударные